# Maccarese
Maccarese è una località del Lazio facente parte della città metropolitana di Roma Capitale, amministrativamente appartenente ai Comuni di Roma (zona Maccarese Nord) e Fiumicino, del quale è una frazione comunale. 
Fino al 1992 era interamente compresa nel Comune di Roma, ma l'area ricadente nell'ex Circoscrizione XIV entrò a far parte dell’ambito territoriale della nuova Municipalità, quando questa venne assegnata al Comune autonomo di Fiumicino.
Attraversata dal fiume Arrone, che sfocia nel mar Tirreno, la località - che si estende dall'aeroporto di Roma-Fiumicino al Tirreno e confina con la litoranea Fregene a nord-ovest - è nota per l'omonima azienda agricola, Maccarese S.p.A., nata nel 1925 a seguito dei lavori di bonifica di questa zona dell'Agro romano.

## Storia
Le prime testimonianze di insediamenti stabili risalgono all'Età del rame (3400-2200 a.C.). In questo periodo venne impiantato un villaggio di capanne nella contrada che attualmente è denominata Cerquete-Fianello, situata nella parte meridionale del territorio di Maccarese (Manfredini et alii, 2002). Il territorio prima della bonifica si presentava piuttosto paludoso, con due laghetti (ormai prosciugati), uno situato nella zona più lontana dal centro e l'altro vicino al Castello di San Giorgio, chiamato anche "Villa di San Giorgio".
Donato secondo la tradizione nel VI secolo da Santa Silvia madre di papa Gregorio I al monastero dei SS. Andrea e Gregorio al monte Celio insieme al resto della massa Claudiana, intorno al 1300 venne costruito il castello di Villa San Giorgio che ospitò gli Alessandrini, gli Anguillara, i Normanni e successivamente i Mattei i quali nel corso del secolo XVI riunirono a Vaccarese le tenute di Cortecchia e Castello S. Giorgio, raggiungendo l'estensione totale di circa 1.700 rubbi pari ad oltre 3.000 ettari, con altre famiglie della nobiltà romana ed enti religiosi 

Per molto tempo, almeno fino a prima del XVII secolo, Maccarese era patria di malaria. A partire dal 1683 i Pallavicini acquistando la tenuta da Alessandro Mattei, divennero padroni di Maccarese, paese a cui si sentivano particolarmente legati, visti molti quadri che il principe aveva fatto dipingere e le sontuose feste che richiedeva in onore di San Giorgio.  
Nella prima metà del XVIII secolo per vicende matrimoniali la tenuta era pervenuta in possesso di Camillo Rospigliosi (1714-69).
Nel 1748 avvenne la cattura di pirati malintenzionati da parte di contadini e butteri provenienti da Maccarese.
Nell’anno 1756 nasce ufficialmente la festa popolare di San Giorgio a Maccarese, a partire da un invito religioso, in quanto si tratta di una festa nata dal culto del santo.
Nel 1793 il principe Rospigliosi portò un gran lavoro di idraulica per quanto riguarda la distribuzione d’acqua per i residenti e gli animali. Nel 1803 Giuseppe Rospigliosi, duca di Zagarolo, fece costruire il Procoio di Primavera per attività collegate all’allevamento di bovini.
Dopo la morte del principe Giuseppe, nel 1913, la tenuta di Maccarese venne data in concessione a vari enti. Nel gennaio 1925 un gruppo di istituti finanziari costituirono la Società Generale per Imprese della Bonifica ed Irrigazioni (S.G.I.B.I) che acquistò la Tenuta Maccarese S. Giorgio. Già a partire dal 1915 era stato attuato da casa Rospigliosi un piano per la bonifica del territorio, ma venne rimandata, a causa di complicazioni dovute alla prima guerra mondiale.
Fallito il tentativo dei Rospigliosi di affrontare gli oneri di bonifica in prima persona per mantenerne la proprietà, la famiglia dovette cedere la tenuta a causa della grave crisi finanziaria che dovette affrontare dovuta al contemporaneo crollo dei prezzi dei terreni a causa della crescente offerta. Iniziò nel 1925 la grande bonifica a Maccarese. La topografia, il terreno e il clima erano favorevoli allo sviluppo della malaria e per questo si è dovuto lavorare affinché lo scorrere delle acque garantisse l’igiene delle persone. In quell’anno i terreni erano inondati a causa delle forti piogge e la vegetazione cresceva incontrastata. I terreni erano di quattro tipi: sabbiosi, misti argillosi e sabbiosi, mediamente argillosi ed estremamente argillosi.  
La bonifica aveva come idea il prosciugare le terre, costruendo poi attraverso l’irrigazione la perfetta circolazione idrica. La Soc Maccarese SAB fa disboscare gli alberi intorno alla zona allagata. Il 26 ottobre 1926 viene presentato e registrato il Progetto di Bonifica della Tenuta di Maccarese con distribuzione dell’acqua per irrigazione e la sistemazione del terreno a uso agricolo. Per i lavori non bastò la rete di canali dello scolo, ma per colmare le depressioni, assicurando pendenze regolari, occorse lavorare a mano. Per terminare il lavoro si scavarono canaletti regolari per riunire i residui e condurli presso i canali di scolo. Sempre nel 1926, a causa dell’acqua stagnante e delle zanzare portatrici della malaria, venne costruito il primo ambulatorio per assistere gli operai. Questi ultimi erano provenienti da molte zone dell’Italia, soprattutto dalla Campania, Sardegna e Veneto. Per quanto riguarda la lotta alla malaria, la Maccarese prese spunto dal Flit di Manetti e Roberts, realizzando il Flot, introducendo anche le zanzariere per finestre. Per Maccarese fu importante la costruzione del canale per acque di irrigazione, con un sistema che, salvo le dovute modifiche, è tuttora in funzione.
Nel 1927 vennero costruiti il silos e il magazzino. A fine anni ’90 il silos fu ceduto e venne rimodernato ed ampliato, per potersi meglio adattare alle evoluzioni tecnologiche. Venne inaugurato il 3 luglio 2001, sotto il nome di IPGRI con la presenza anche di Carlo Azeglio Ciampi e Giulio Andreotti. La struttura si occupa di conservazione e miglioramento delle risorse vegetali, occupandosi anche di biodiversità. Nel 2009 prese il nome di “Bioversity International”  
Nel 1929 venne costruita la “Latteria”, nata per la lavorazione di latte e formaggi, inaugurata il 19 marzo 1930 da Benito Mussolini.
Nel corso della seconda guerra mondiale, i tedeschi stavano combattendo all’interno del paese, venendo anche ospitati all’interno del castello, mettendo in atto un progetto di allagamento di alcune zone per difendersi in caso di uno sbarco inglese o americano. Il 6 aprile 1943 ci fu un bombardamento alla stazione di Maccarese da parte di aerei americani che cercavano di contrastare la ritirata tedesca. Nel tentativo di distruggere la ferrovia vennero colpiti molti edifici, tra cui anche case.
Nel 1945 si inizia la costruzione e la consegna delle case da parte di Nelso Zambelli sotto il progetto Marchesini, per un totale di sedici abitazioni. Si tratta di case che ospitano due persone e sono a due piani, con scala esterna che fa raggiungere il piano superiore, che in alcuni casi poteva ospitare anche una costruzione da adibire a stalla per un cavallo o un magazzino. I terreni della tenuta di Maccarese vennero notevolmente allargati per via del continuo afflusso di acqua. Tuttavia tutto questo portò a danni per quanto riguarda la produzione agricola, che costrinse molte famiglie a lasciare il territorio di Maccarese, che tuttavia si riprese bene, chiudendo l’anno 1946 al meglio.
Negli Anni cinquanta ci furono grandi problemi a livello economico. Nel 1956 iniziarono i lavori per il cavalcavia ferroviario, la cui funzione era di sopprimere il passaggio a livello della via ferroviaria Roma – Civitavecchia, infatti l’aumento del traffico su strada e il transito dei treni aveva portato a un traffico ingestibile. L’inaugurazione del cavalcavia avvenne il 21 dicembre 1956.
Negli anni ’80 Maccarese era la spina nel fianco del presidente del consiglio Romano Prodi, che già nel 1983 aveva ricevuto una grande sconfitta per quanto riguarda le privatizzazioni. L’imprenditore Edro Gabellieri cercò di comprare Maccarese, ma la vendita venne bloccata dall’alleanza tra comune di Roma e Giunta del Lazio; la vicenda finì in tribunale, dove Gabellieri perse. A partire dal 1997 il ministero del tesoro completa la privatizzazione della società. Il 2 agosto del 1998 l'azienda venne acquistata dalla "Edizione Holding" dei fratelli Benetton per 94 miliardi di lire.
Nel 1992, Maccarese venne aggregata al recente Comune di Fiumicino, dopo un referendum "separatista" (prima faceva parte del comune di Roma).

## Il castello e la Torre Primavera
Si ha testimonianza dell'esistenza del castello già a partire dal 1254, quando ospitava la famiglia nobile degli Alberteschi.

Nel 1300 ne divennero i proprietari gli Anguillara, famiglia di origine normanna devota a San Giorgio e che portarono la leggenda del drago che distruggeva le campagne: Si narra che il Papa avrebbe premiato con molta terra chiunque avesse ucciso la bestia.

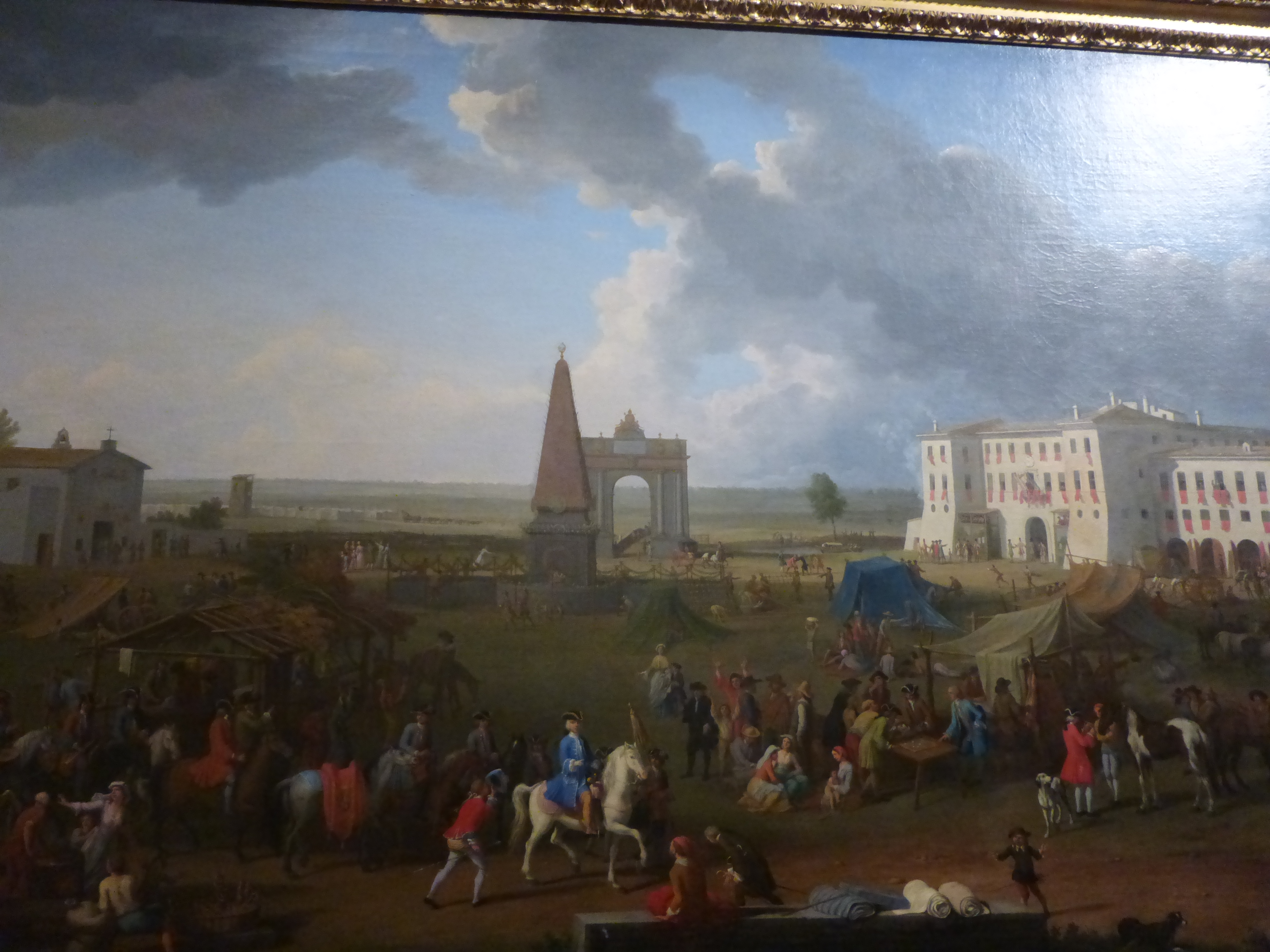
Festa di San Giorgio a Maccarese per celebrare la ristrutturazione del palazzo e della cappella della tenuta ad opera di Camillo Rospigliosi (fratello di Clemente IX), 1756.

Nel 1569, Paolo Mattei restaurò il castello, facendo aggiungere quattro bastioni laterali per renderlo più sicuro in caso di attacchi.
Tra il XV e il XVI secolo il castello divenne proprietà dei Rospigliosi, che lo tennero fino al 1923, anno in cui passò alla Società di bonifica. I Rospigliosi, in occasione della festa di San Giorgio erano soliti organizzare celebrazioni di grandiosa portata. Il castello era inoltre il centro delle grandi e ricche aziende agricole dell’Agro Romano.
Nel 1574, Ciriaco Mattei, a seguito dell'editto del Pontefice Pio IV, chiese la costruzione della Torre di Maccarese, detta oggi Torre Primavera. Essa si erge su circa 20 metri, per 12 metri di lunghezza su una pianta quadrata. È composta da cinque piani, e una terrazza su cui erano conservate le armi. Lo scopo dell'edificio era di difendere la costa. Il castello e la torre sono in collaborazione, la torre aveva infatti il compito di avvistamento, essendo i due edifici in collegamento visivo, sarebbe stato semplice per chi di vedetta alla torre, avvisare immediatamente il castello. Durante il XX secolo venne abitata da famiglie che lavoravano per l’Azienda di Maccarese.

## La scuola elementare "Ettore Marchiafava"
Venne iniziata la sua costruzione nel 1931, intitolata a un professore di medicina presso la Sapienza che aveva individuato una zanzara anofele, la “terzana maligna”, responsabile delle epidemie di malaria. Terza di una serie di scuole per bambini. La prima si situava presso il castello, la seconda, intitolata a Maria Montessori e situata vicino al villaggio San Giorgio. La terza sorse quando ormai non c’era più spazio per il numero sempre crescente di bambini che dovevano frequentare le scuole. L’edificio ospitava bambini frequentanti dalla scuola materna alla scuola elementare, nonché una cucina e alloggi per gli insegnanti. Venne inaugurata all’inizio dell’anno scolastico 1932. 

## La chiesa parrocchiale "San Giorgio"
La chiesa venne costruita il 29 giugno 1939 dall’impresa Mancini, si tratta di un edificio a pianta basilicale, dal tetto costruito in capriate in legno e contraffissi di stile romanico. Sono presenti due cappelle, situate ai lati della navata centrale. La cappella più piccola, quella a destra, presentava la ricostruzione di una grotta e una statua di Nostra Signora di Lourdes, con accanto una riproduzione di Bernadette Soubirous, alla quale apparve più volte la Madonna. La chiesa verrà poi inaugurata il 2 giugno del 1940.
Nel 1989 subì un restauro, il tetto in legno sarà infatti sostituito da uno di cemento e venne cambiata anche nel suo interno, infatti si attuò un cambiamento all’altare, venne rivestita di colonne portanti con mattoni e venne rimosso l’intero contenuto della cappella, compresi anche i voti offerti alla Madonna di Lourdes riservato alle grazie. Si sostituirono anche le vetrate e originali stazioni della Via Crucis, ai tempi in gesso e con incisi i nomi delle famiglie di Maccarese che le avevano donate, con delle nuove in marmo. 

## Lo stabilimento enologico
Venne costruito tra il 1930 e il 1931, si presenta come un edificio dalle dimensioni di 52,80 x 38,58 m per un’altezza pari a 10 metri. era composto da un ingresso con sala ospitante i torchi, una sala che ricevesse l’uva e una stanza con impianto frigorifero e enotermico. Al piano terra vi erano vasche di cemento rivestite di vetro per depositare i vini, un reparto per invecchiare il prodotto e una sala per imbottigliare il vino. al primo piano, oltre a celle frigorifere, vi era anche una sala per la fermentazione dei vini e un laboratorio. C’era uva in abbondanza, tanto che il vino verrà servito anche sugli aerei Alitalia e sui treni statali. Ogni bottiglia poteva contenere tra 0,750 e 1 litro.

## IPGRI - Il Mulino di Maccarese
Nel 1997 l'Unione europea riconobbe la zona di Maccarese come adatta alla costruzione di un parco scientifico e tecnologico, che avrebbe tratto vantaggio dai buoni collegamenti infrastrutturali e dalla vicinanza delle università per creare un ambiente favorevole allo sviluppo dell'innovazione scientifica, soprattutto nel settore agricolo (posizione su google maps).
Venne data la possibilità all'Istituto internazionale per le risorse fitogenetiche (International Plant Genetic Resources Institute, IPGRI), di costruire il suddetto parco scientifico.

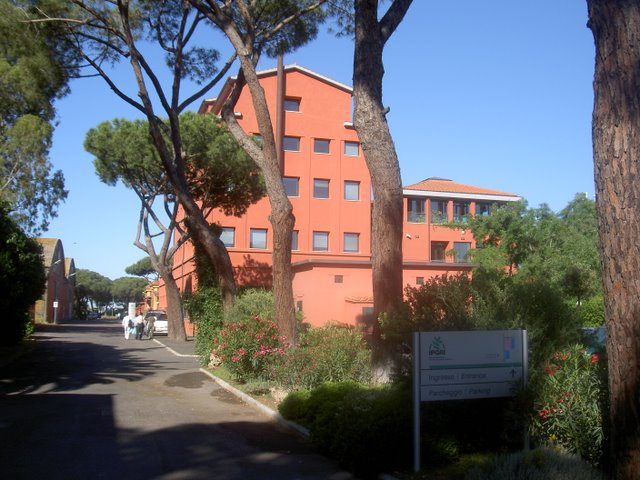
IPGRI Maccarese

Da luglio del 2001 la sede ufficiale dell'IPGRI si trova a Maccarese, in un'area di grande tradizione agricola, all'interno di un ex mulino ristrutturato e concepito per fornire, con i suoi avanzati mezzi di comunicazione, tutta l'assistenza e le conoscenze utili agli Enti che vi fanno riferimento.
L'inaugurazione della nuova sede di Maccarese da parte del Presidente Ciampi è stata l'occasione ideale per analizzare sia il passato che il futuro dell'istituto e in particolare per celebrare lo speciale rapporto che lega l'IPGRI all'Italia e l'Italia alle risorse fitogenetiche.
L'edificio che accoglie la sede dell'Istituto è un ex mulino progettato per immagazzinare cereali e trattare prodotti agricoli destinati alla distribuzione.

## Area naturale
Le Vasche di Maccarese sono un'oasi gestita dal WWF Italia, parte della riserva naturale statale Litorale Romano.
Durante la stagione estiva diviene una delle mete preferite dalle popolazioni del circondario (soprattutto dai giovani), in virtù della vicinanza al litorale di Fregene/Maccarese, dove dalla fine degli anni settanta sono sorti lidi e strutture balneari (a Maccarese è ubicato anche il lido ufficiale della Polizia di Stato); vi risiedono inoltre numerosi personaggi dello spettacolo e del giornalismo (famosa la casa di Alberto Moravia in prossimità del litorale).

## Infrastrutture e trasporti
La stazione di Maccarese-Fregene è situata lungo la Ferrovia Tirrenica; Maccarese è inoltre servita da alcune linee di autobus del Comune di Fiumicino. È raggiungibile attraverso l'Autostrada A12, uscita Fregene-Maccarese, che la collega con la capitale, distante circa 35 km.

## Sport

### Calcio
- W3 Maccarese, eccellenza Lazio girone A